# Sequence Hill
Sequence Hill är en kulle i Antarktis. Den ligger i Östantarktis. Nya Zeeland gör anspråk på området. Toppen på Sequence Hill är 2 318 meter över havet.
Terrängen runt Sequence Hill är kuperad åt nordost, men åt sydväst är den platt. Trakten är obefolkad. Det finns inga samhällen i närheten.